# Trigonella marco-poloi
Trigonella marco-poloi là một loài thực vật có hoa trong họ Đậu. Loài này được Vassilcz. miêu tả khoa học đầu tiên.